# Craco
Craco est une commune italienne de moins de 600 habitants, située dans la province de Matera, dans la région de la Basilicate, en Italie méridionale.
Le centre historique a été évacué pour des causes géologiques. L'abandon a fait de la ville une destination touristique et un célèbre lieu de tournage cinématographique.

## Histoire
D'origine préromaine, il fleurit entre les VIIIe et VIe siècles av. J.-C. dont ont été retrouvées quelques tombes dans le quartier Sant'Angelo. De la période ancienne on ne sait pas grand-chose et les premières informations sûres sur l'existence de Graculum ou Cracum remontent à la période de la conquête normande de la Basilicate et du sud de l'Italie (XIe siècle).
En 1060, il est mentionné parmi les possessions de l'archevêque Arnaldo de Tricarico. La présence des religieux fait penser que le repeuplement de la colline sur laquelle se dressait l'ancien habitat préromain a été l’œuvre des moines basiliens au Xe siècle. Sous les Normands il fut donné à Erberto (1154–1168), puis à Roberto de Pietrapertosa (1176–1179) et, sous les Souabes, à Goffredo (1239). À cette époque, le château existait déjà au sommet de la colline.
Avec l'accession au trône de Charles Ier d'Anjou (1268), Craco devint le fief de Pietro de Beaumont. Plusieurs familles puissantes du Moyen Âge se succédèrent : les Monforte (fin du XIIIe siècle), les Del Balzo, les Sforza (XVe siècle), les Sanseverino (XVIe siècle).
En 1799, la population adhéra aux idéaux républicains et se souleva contre le pouvoir des nobles feudataires, mais la révolte fut réprimée dans le sang par les troupes du Cardinal Ruffo.
Après l'unification de l'Italie, en 1861 Craco est occupée par les brigands de Carmine Crocco.
En 1963 commença la série d’éboulements qui, à plusieurs reprises, fit s'écrouler de nombreuses maisons. La population dut s’en aller ailleurs et abandonna complètement Craco en 1975. Actuellement, la population vit dans la frazione de Craco Peschiera.
Depuis le déplacement massif de la population, le site de l'ancienne ville de Craco est officiellement une « ville fantôme ».
En 2010, Craco est entré dans la liste de sites à sauvegarder compilé par le Fonds mondial pour les monuments.

## Économie
Le territoire est essentiellement agricole et les cultures les plus largement pratiquées sont les céréales et les plantations d'oliviers. L'élevage du bétail affecte particulièrement les ovins, caprins et volailles, et récemment bovins et porcs. Le secteur industriel est limité à quelques usines de textile et de construction.

## Culture

### Monuments et patrimoine
La visite de Craco, pour ceux qui ont envie de l'entreprendre, peut être vraiment émouvante et désolante. On peut se promener parmi les ruines des bâtiments, le long des ruelles abandonnées, admirer les palais nobiliaires et monter jusqu'à la tour du château au sommet du bourg. On peut descendre jusqu'à l’église Saint-Nicolas et admirer la vue. On ne rencontre personne pendant la visite.[réf. nécessaire]

### Cinéma

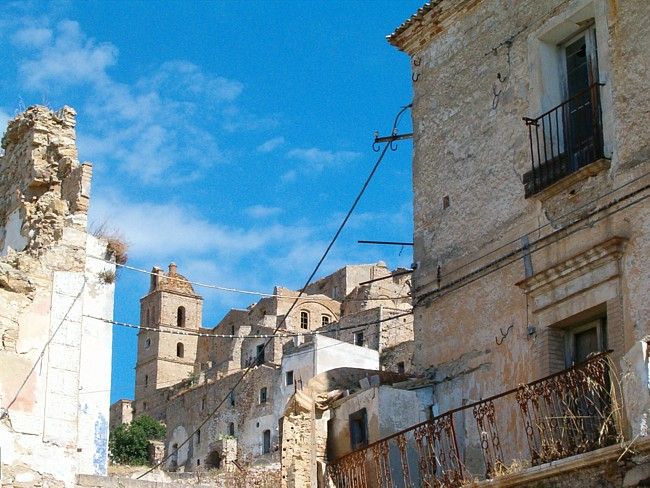
Ruines de Craco.

Grâce à sa force évocatrice, l'image de Craco est utilisée comme décor de nombreux films, tels que la pendaison de Judas dans La Passion du Christ de Mel Gibson, ou Quantum of Solace de Marc Forster, le 22e opus de la série des films de James Bond.
Autres films tournés dans la ville fantôme sont :
- La Louve de Calabre (1953), de Alberto Lattuada[6]
- Le Christ s'est arrêté à Eboli (1979), de Francesco Rosi[6]
- Le Roi David (1985), de Bruce Beresford[6]
- Saving Grace (1985), de Robert M. Young[6]
- Le Soleil même la nuit (1989), des Frères Taviani[6]
- Ninfa plebea (1996), de Lina Wertmüller[6]
- La Nativité (2006), de Catherine Hardwicke[6]
- Basilicata coast to coast (2010), de Rocco Papaleo[6]
- France (2021), de Bruno Dumont[7]

### Télévision
- Le centre a été l'un des endroits pour la série télévisée Classe di ferro (1989-1991), de Bruno Corbucci[6].
- Craco a été choisi parmi les lieux de tournage de la telenovela brésilienne O Rei do Gado (1996-1997), de Luiz Fernando Carvalho[8].

### Musique
- Le groupe Ödland a filmé à Craco le clip vidéo de la chanson « Santa Lucia », extrait de l'album Sankta Lucia (2011).
- Le compositeur Hauschka a dédié à la ville fantôme la chanson « Craco », de l'album Abandoned City (2014).
- Craco est apparu dans le clip vidéo de « Paradise » (2020), de Meduza avec Dermot Kennedy[9].

## Administration
| Période                                  | Période  | Identité             | Étiquette     | Qualité |
| ---------------------------------------- | -------- | -------------------- | ------------- | ------- |
| 2009                                     | en cours | Giuseppe Lacicerchia | Liste civique |         |
| Les données manquantes sont à compléter. |          |                      |               |         |

### Hameaux
- Craco Peschiera

### Communes limitrophes
Ferrandina, Montalbano Jonico, Pisticci, San Mauro Forte, Stigliano